# 393 av. J.-C.
Cette page concerne l'année 393 av. J.-C. du calendrier julien proleptique.

## Événements
- Hiver 394-393 av. J.-C. : fin du règne de Néphéritès, pharaon d'Égypte. Deux factions rivales demandent le pouvoir : l'une défendant son fils, Mouthis, l'autre défendant Psammouthis. Psammouthis, vainqueur, ne règne qu'une année. Il est chassé du trône par Achôris, qui se prétend petit-fils de Néphéritès Ier[1].
- Printemps, guerre de Corinthe : Conon et Pharnabaze s’emparent de Cythère et menacent Sparte dans le golfe Saronique[2].
- Été : campagne du Carthaginois Magon en Sicile. Il attaque le territoire de Messana. Denys de Syracuse gagne une bataille près d'Abacaenum où les Carthaginois perdent 800 hommes. Peu après, Denys attaque Rhégion à l'improviste avec cent vaisseaux de guerre ; Heloris parvient à empêcher la chute de la ville. Denys ravage les environs, puis conclut une trêve d'un an[2].
- Automne : Conon se rend à Athènes avec 80 navires, accompagné d'Évagoras. Il fournit de l'argent pour la réfection du Mur de Thémistocle et des Longs Murs[2]. Les Athéniens érigent des statues pour honorer Conon et Évagoras[3].

- Début à Rome du consulat de Lucius Lucretius Flavus et Servius Sulpicius Camerinus[4].
- À la suite d’une nouvelle attaque des Volsques, une colonie latine s’installe à Circei[5].

- Début du règne d'Amyntas III, roi de Macédoine après l'assassinat de son compétiteur Pausanias[6].

- Fondation de l’école de rhétorique d’Isocrate à Athènes[7].

## Décès
- Kōshō, empereur du Japon.